# Hall County, Georgia
Hall County är ett administrativt område i delstaten Georgia, USA, med 179 684 invånare. Den administrativa huvudorten (county seat) är Gainesville.  

## Geografi
Enligt United States Census Bureau så har countyt en total area på 1 112 km². 1 020 km² av den arean är land och 92 km² är vatten.

### Angränsande countyn
- Vita County, Georgia - nord
- Habersham County, Georgia - nordost
- Banks County, Georgia - öst
- Jackson County, Georgia - sydost
- Barrow County, Georgia - syd
- Gwinnett County, Georgia - sydväst
- Forsyth County, Georgia - väst
- Dawson County, Georgia - nordväst
- Lumpkin County, Georgia - nordväst